# Zabar
Zabar è un comune dell'Ungheria di 574 abitanti (dati 2001). È situato nella contea di Nógrád.